# 經國路 (桃園區)
經國路，為台灣桃園市桃園區通往台灣桃園國際機場的重要道路，為紀念故中華民國總統蔣經國而命名。經國路屬於省道台4線位於桃園市區通往台灣桃園國際機場的外環道路，雙向四車道。起於春日路，廣義上終於蘆竹區新南路二段（狹義上終於蘆竹區經國路）。經國路扮演分攤春日路車流量的角色。

## 沿線景觀
- 華歌爾創美大樓
- 敏盛醫院經國總院
- 家樂福桃園經國店
- 桃園市立經國國民中學
- 長榮貨櫃場
- 經國轉運站